# Rimbachzell
Rimbachzell is een gemeente in het Franse departement Haut-Rhin (regio Grand Est) en telt 220 inwoners (1999). De plaats maakt deel uit van het arrondissement Guebwiller.

## Geografie
De oppervlakte van Rimbachzell bedraagt 1,8 km², de bevolkingsdichtheid is 122,2 inwoners per km².
De onderstaande kaart toont de ligging van Rimbachzell met de belangrijkste infrastructuur en aangrenzende gemeenten.

## Demografie
Onderstaande figuur toont het verloop van het inwonertal (bron: INSEE-tellingen).